# Atlante (coluna)

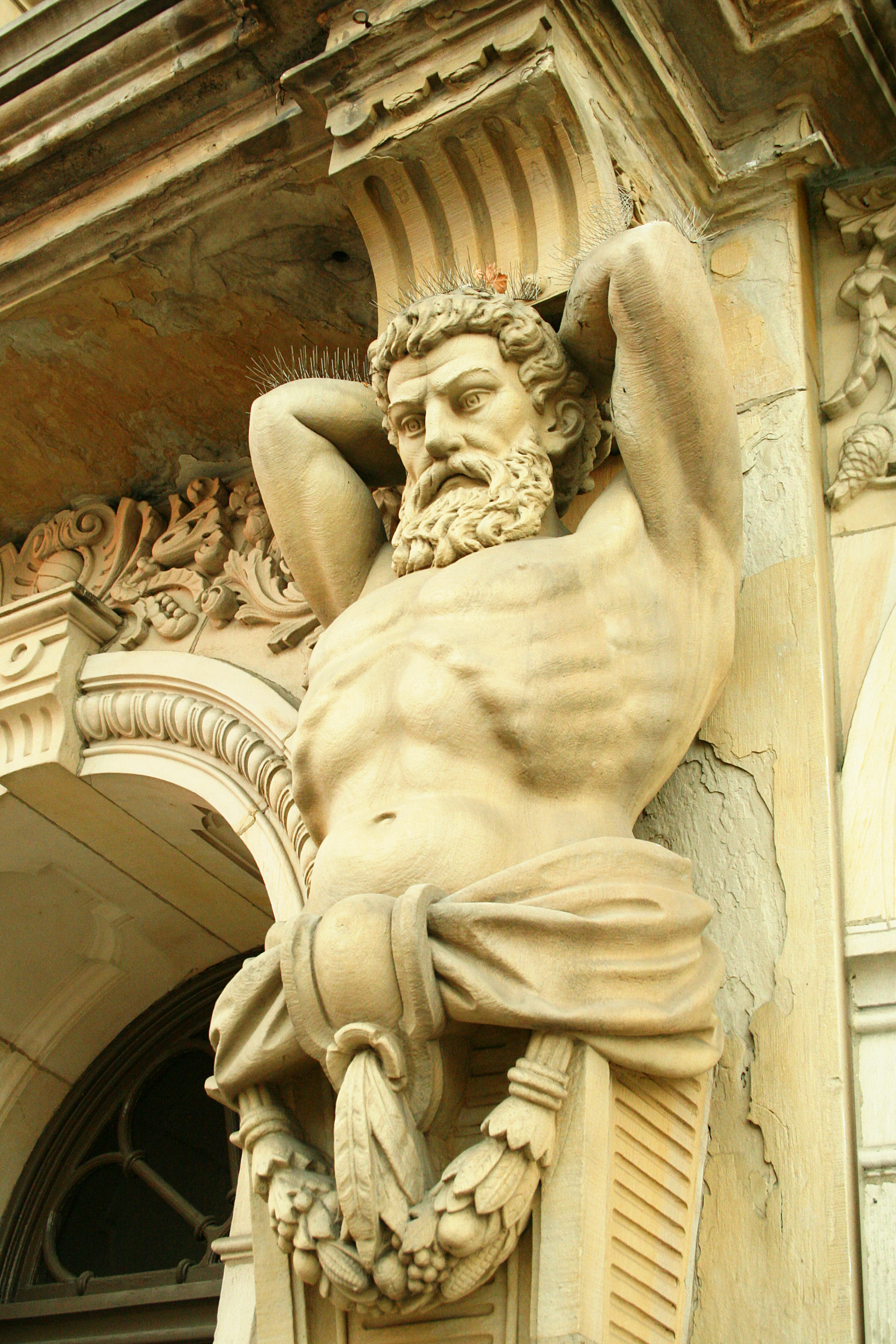
Atlante no Tribunal de Wooster, Condado de Wayne.

Em arquitetura, um atlante ou telamão (também grafado télamon) é um tipo de coluna antropomorfa onde, no lugar do fuste, se apresenta a forma esculpida de um homem. Os primeiros atlantes foram encontrados no templo grego de Zeus de 480 a.C. em Agrigento na Sicília, mas já anteriormente tinham sido criadas figuras semelhantes no Antigo Egito. 

## Etimologia
O nome deste género de estrutura de suporte origina na figura da mitologia grega, Atlas, o titã que foi condenado por Zeus a carregar o globo terrestre (ou o céu) para toda a eternidade, e que é representado carregando nos ombros um globo de grandes dimensões.
Relativamente à outra designação possível para estas colunas, telamão ou télamon, provém do nome da personagem da mitologia grega homónima, Telamon.

## Descrição

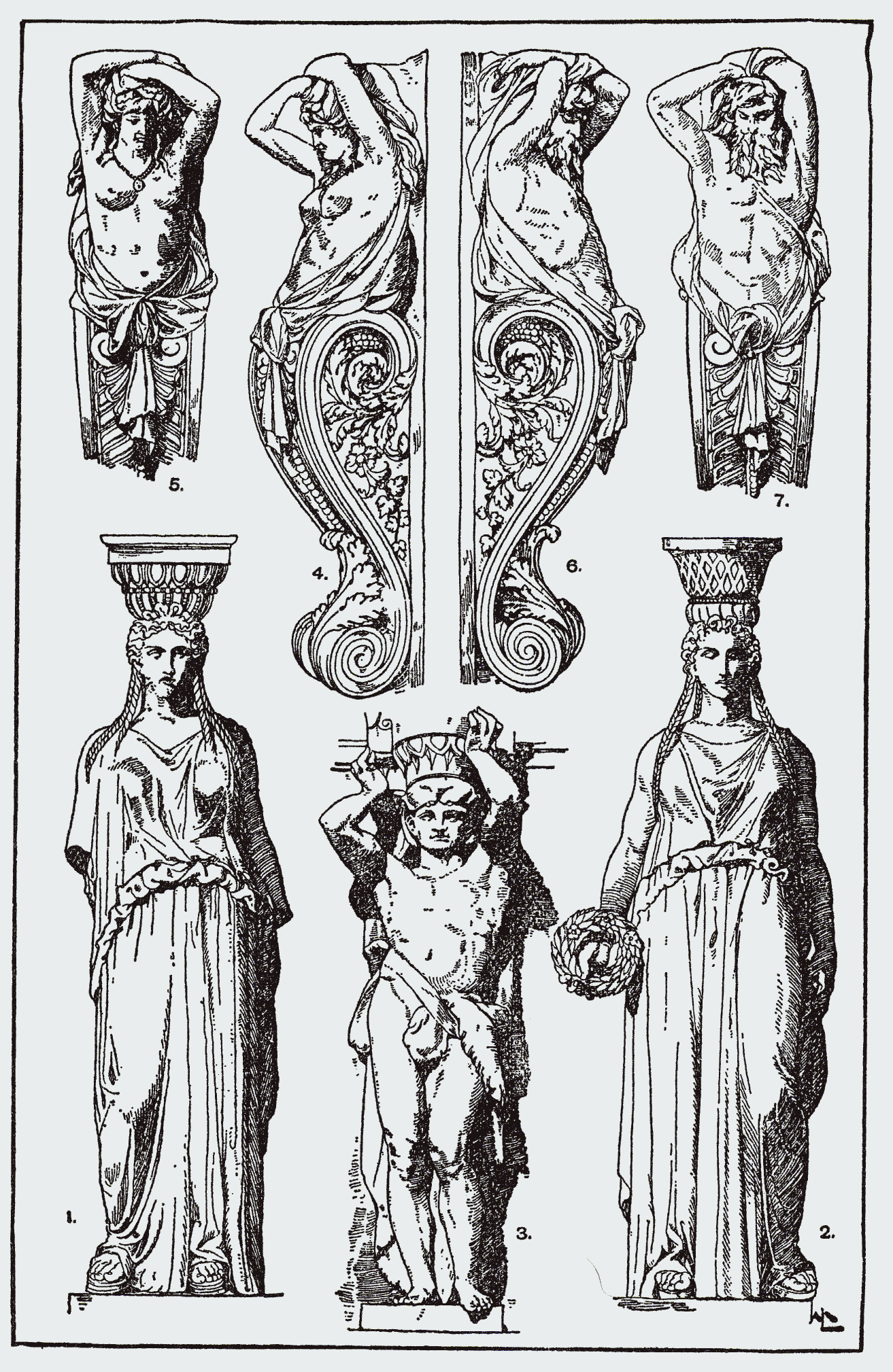
Atlantes (n. 3, 6 e 7) e cariátides (n. 1, 2, 4 e 5). Livro de ornamentos de 1898.

Estas figuras, geralmente em tamanho real, apresentam o tronco nu e o corpo musculado e, contrariamente a uma cariátide (fuste com uma forma feminina), o atlante apresenta os braços erguidos sobre a cabeça, como que a suportar o peso da construção onde se encontra inserido (geralmente sob arquitraves ou estruturas similares). O trabalho escultórico pode ser em relevo ou de forma a criar uma figura completa a três dimensões.
Assim como a cariátide, o atlante pode ser representado sob a forma de uma herma (uma coluna de pedra de secção quadrada sob a qual se coloca um busto).
A sua utilização não se resumiu ao período clássico tendo sido aproveitada em diversos outros períodos posteriores, principalmente os que se caracterizam pela inspiração na arquitectura da Antiguidade Clássica. Assim, é comum observar a sua utilização em edifícios renascentistas, assim como nos estilos revivalistas do século XIX, como o Neo-classicismo. Também o Barroco e o Rococó fizeram do atlante um elemento decorativo de eleição, tanto no exterior como no interior de edifícios (zonas de entrada com escadas).
No século XVII também podem ser vistos como elementos decorativos inseridos na proa e popa de navios.
São também conhecidos os atlantes toltecas dos séculos IX ou X das ruínas de Tula, México.

## Galeria

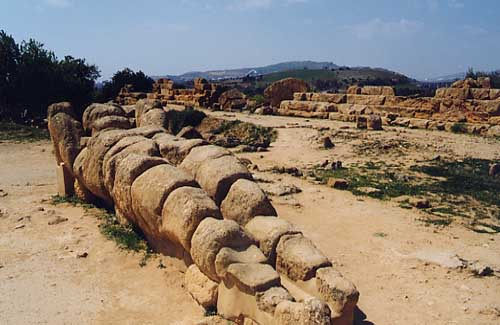
Atlante de Agrigento na Sicília.
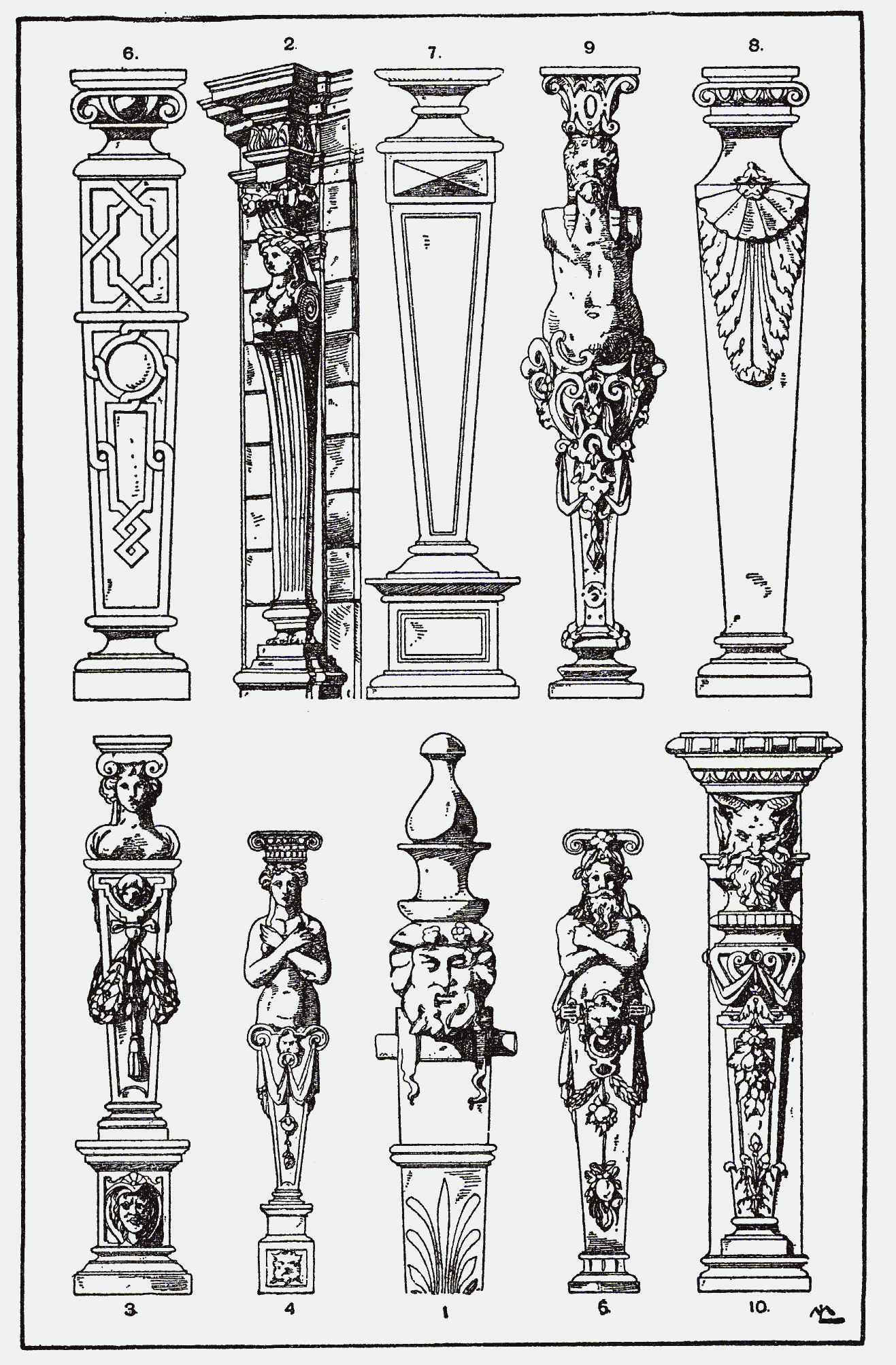
Representação de diferentes tipos de hermas. Livro de ornamentos de 1898.
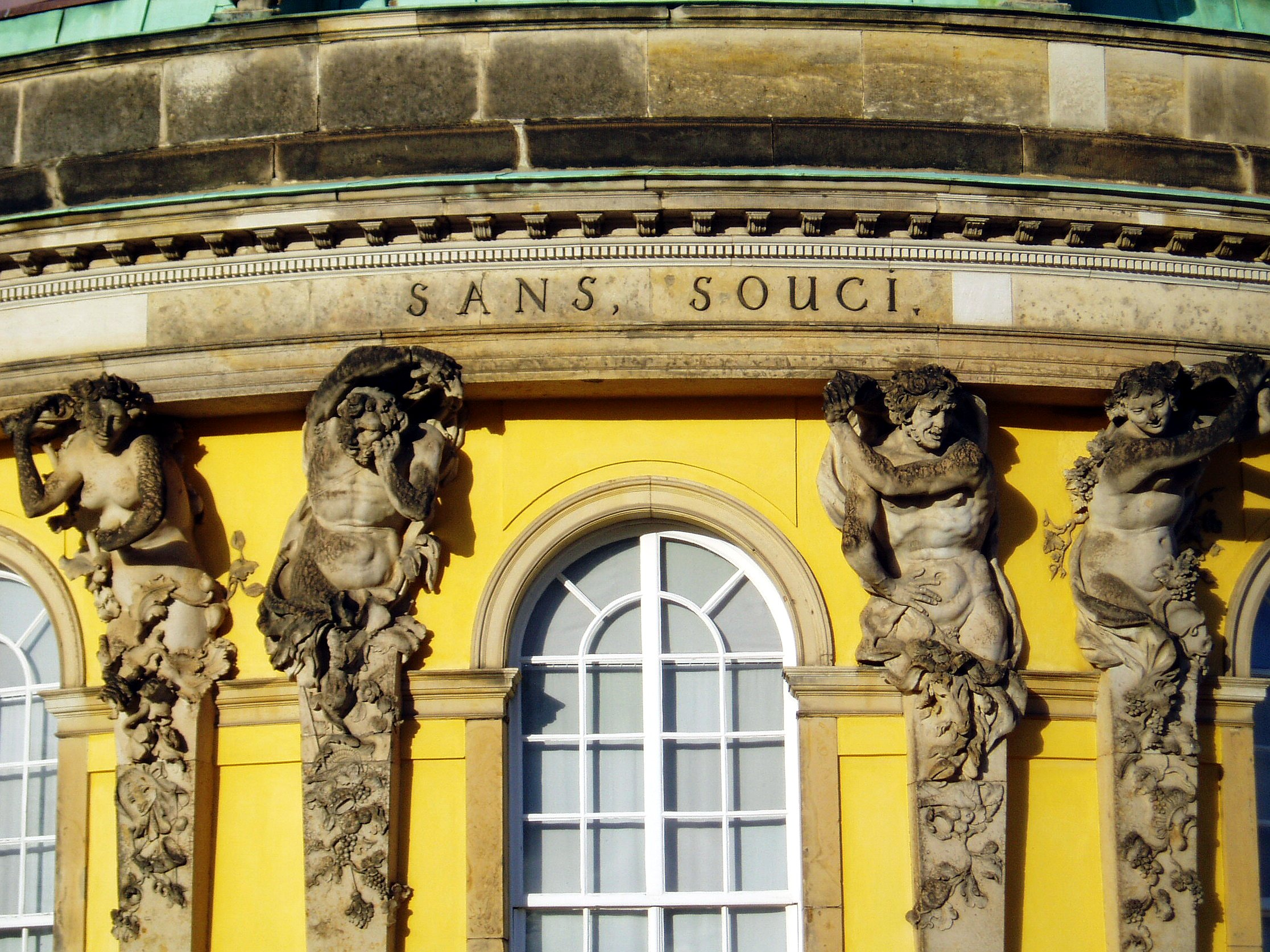
Atlantes e cariátides rococós inseridas em colunas de secção quadrangular em Sanssouci.
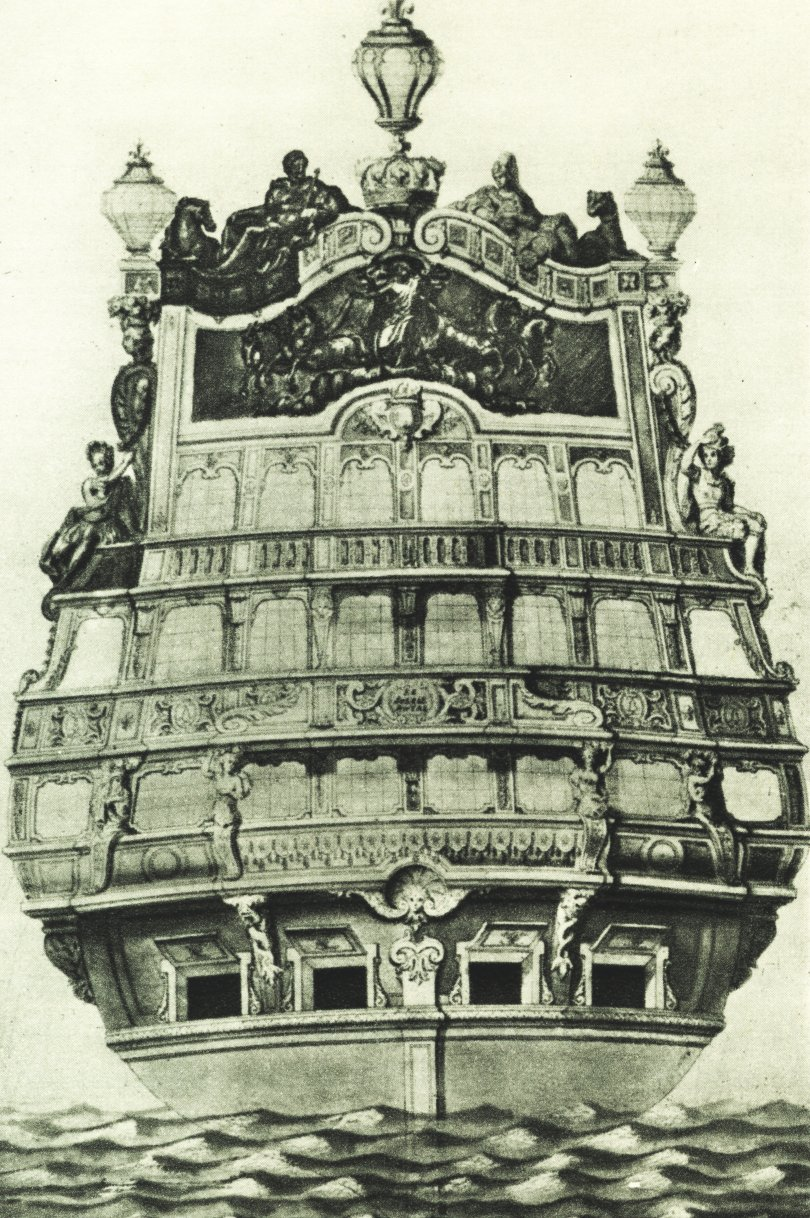
Colunas antropomórficas na popa de um navio. Ilustração de 1670.
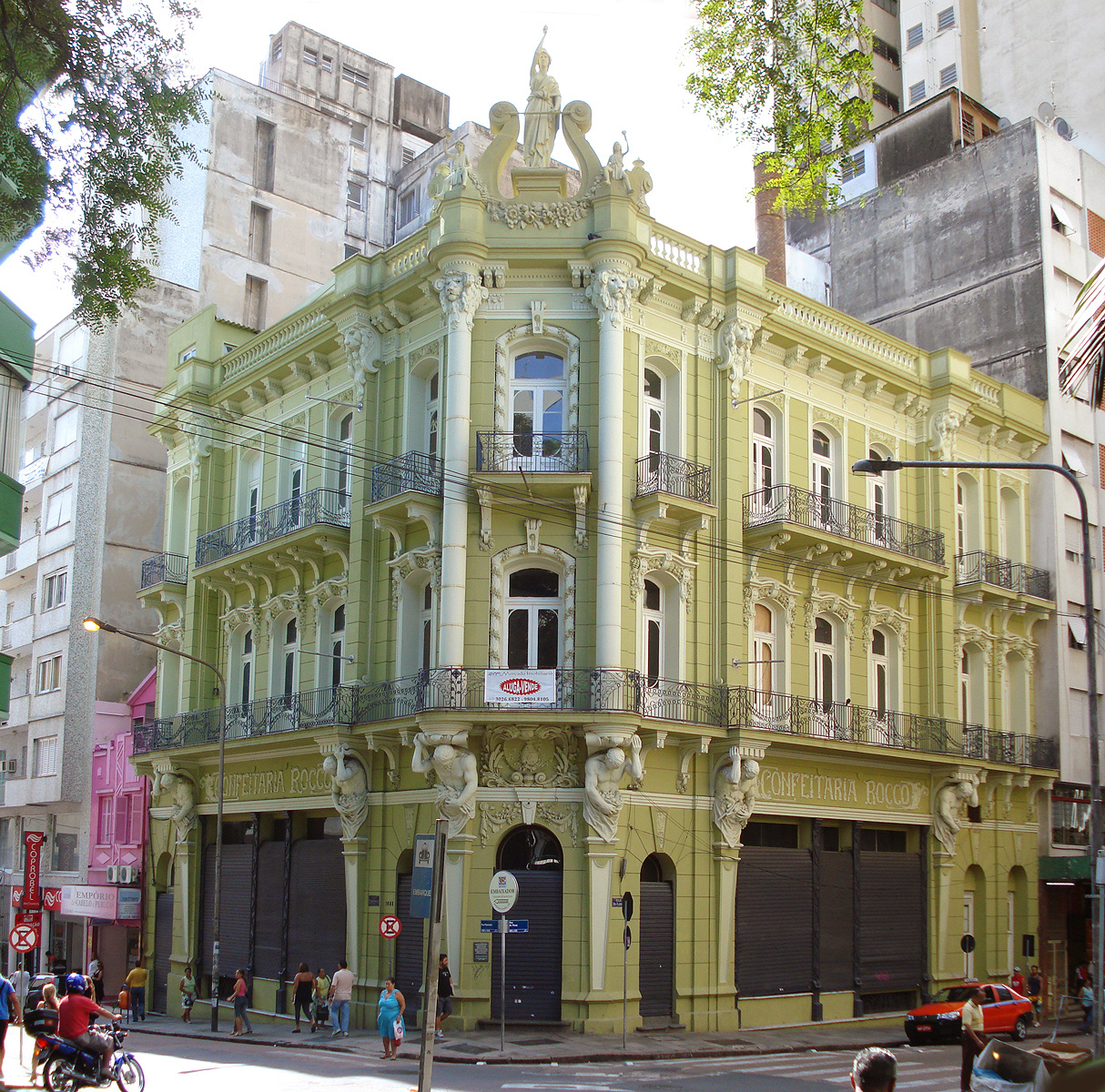
A Confeitaria Rocco, um dos prédios históricos mais ornamentados de Porto Alegre, é famoso pelos seus enormes atlantes do primeiro andar

### Arquitectura relacionada
- Arquitectura da Grécia Antiga
- Arquitectura da Roma Antiga
- Arquitectura clássica
- Arquitectura do barroco